# Kościół Matki Bożej Różańcowej w Okmianach
Kościół Matki Bożej Różańcowej – kościół rzymskokatolicki, dawniej ewangelicki, położony w Okmianach.
Świątynia pochodzi z 1771 roku; służąca gminie ewangelickiej budowla została wzniesiona w miejscu poprzednich kościołów, które były trawione przez pożary. Obiekt, podpalony podczas kampanii napoleońskiej, przeszedł kolejną przebudowę w latach 1894–1897, kiedy to otrzymał istniejącą do dziś wieżę. Po II wojnie światowej świątynia przeszła w ręce katolików.
Okmiański kościół jest jednonawową świątynią wzniesioną na rzucie prostokąta. Budowla składa się z korpusu o konstrukcji szkieletowej, murowanej zakrystii oraz neogotyckiej kamiennej wieży, zlokalizowanej na osi fasady. Od 1953 roku jest głównym kościołem rzymskokatolickiej parafii Matki Bożej Różańcowej w Okmianach.
Obiekt jest wpisany do rejestru zabytków nieruchomych województwa dolnośląskiego.

## Historia

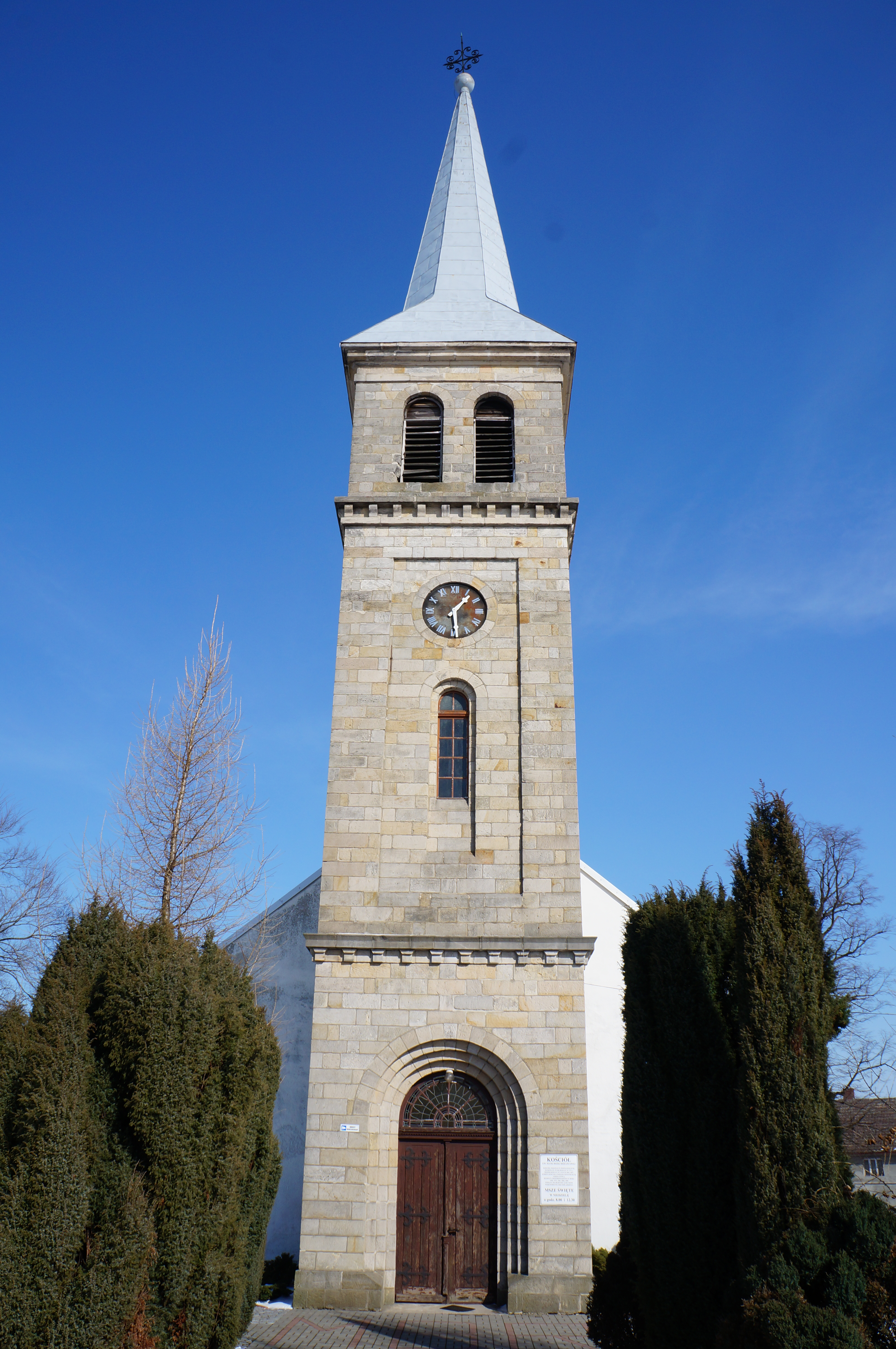
Wybudowana pod koniec XIX wieku neogotycka wieża kościelna

Najstarszy dokument świadczący o istnieniu na terenie Okmian kościoła pochodzi z 1605 roku. Obiekt spłonął podczas pożaru w 1641 roku. Do czasu wybudowania nowej świątyni nabożeństwa odprawiane były na sąsiednim cmentarzu. Wybudowany w ciągu siedmiu lat kolejny kościół przetrwał do 1770 roku, kiedy to pożar strawił zarówno świątynię, jak i całą wieś. Pod względem wyznaniowym do 1530 roku Okmiany były wsią katolicką; od 1530 lokalne miejsce kultu religijnego było w rękach protestanckich, by w 1702 roku powrócić pod zwierzchnictwo Rzymu. Krótkotrwały okres ponownego katolickiego panowania zakończył się w 1707 roku, kiedy to na mocy ugody altransztadzkiej 121 śląskich kościołów – w tym ten w Okmianach – powróciło w ręce protestantów.
Obecny budynek wzniesiony w konstrukcji szkieletowej datuje się na 1771 rok. Powstał on w wyniku przebudowy dla parafii ewangelickiej dawnego założenia kościelnego. Do budowy kościoła doszło dzięki inicjatywie właściciela części Okmian – Melchiora Gottlieba Gottschlinga (lub według innych źródeł Christopha von Wiese). W trakcie wojen napoleońskich, w 1813 roku, obiekt spłonął. Podczas długiej odbudowy, ciągnącej się aż do lat 1894–1897, dobudowano od zachodu kamienną wieżę.
Po II wojnie światowej Okmiany zasiedlone zostały przez ekspatriantów z różnych rejonów Polski, głównie wyznania katolickiego. W 1953 roku miejscowa świątynia stała się głównym kościołem rzymskokatolickiej parafii Matki Bożej Różańcowej w Okmianach. Zły stan techniczny budowli spowodował konieczność przeprowadzenia generalnego remontu obiektu. Do 1955 roku m.in. wybudowano od nowa północną ścianę kościoła, zakrystię, a także położono posadzkę.

## Architektura

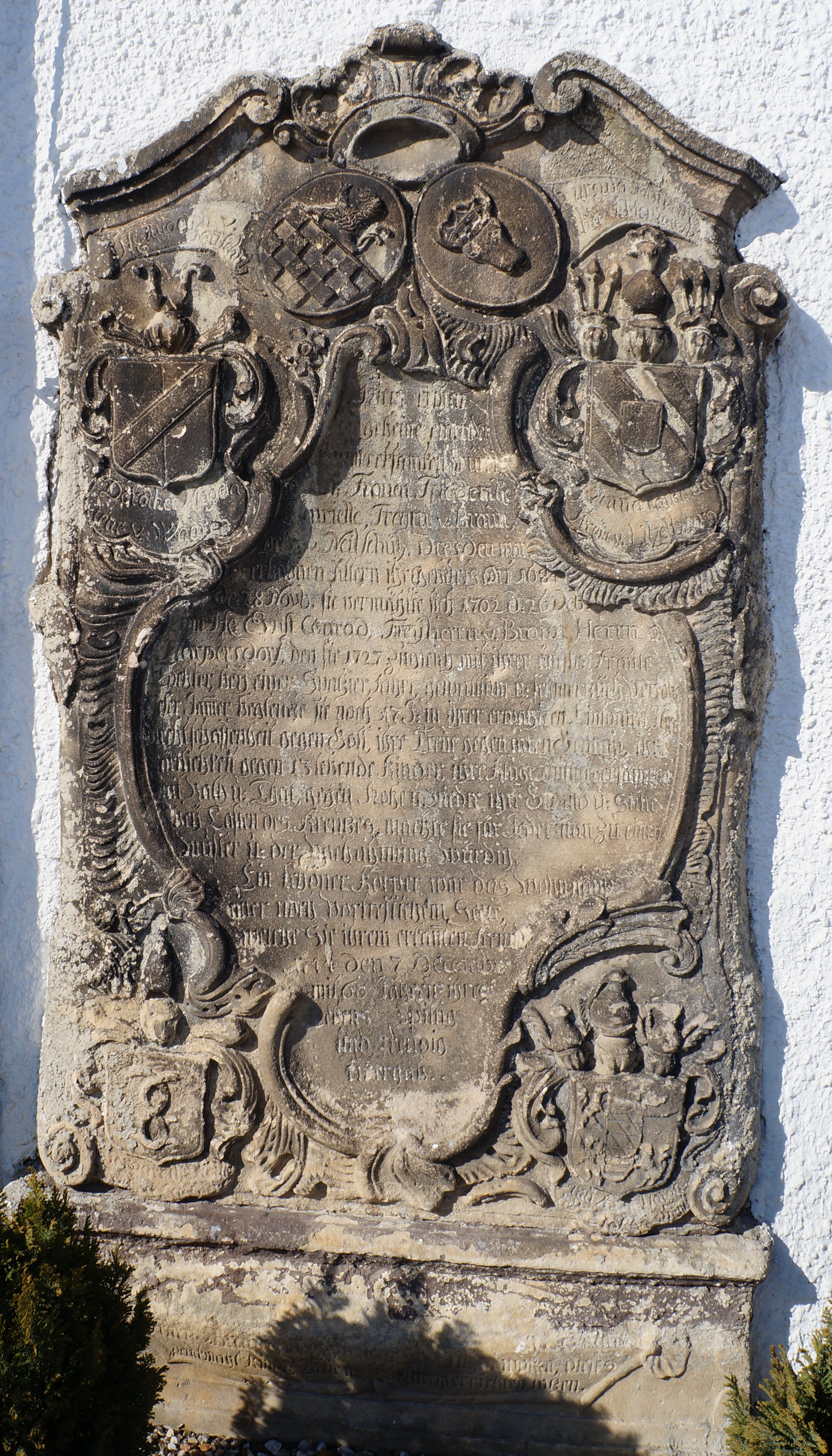
Epitafium Friederike Henriette von Braun, znajdujące się na zewnętrznej ścianie kościoła

### Wygląd zewnętrzny
Kościół Matki Bożej Różańcowej w Okmianach to świątynia wzniesiona na rzucie prostokąta. Obiekt składa się z korpusu o konstrukcji szkieletowej, murowanej zakrystii oraz neogotyckiej kamiennej wieży, zlokalizowanej na osi fasady.
Na południowej ścianie kościoła zachowały się dwie rokokowe płyty nagrobne, upamiętniające zmarłą w 1718 roku Annę Elisabeth Ruddun oraz zmarłą w 1744 roku Friederike Henriette von Braun.